# Балтакова чука
Балта̀кова чу̀ка (1226 m) е връх в Малешевска планина. Върхът се намира в южния дял на главното планинско било, на юг от връх Чукара. Съставен е от метаморфни скали. Балтакова чука има куполовидна форма със стръмни източни и югоизточни склонове, които слизат към долината на река Лебница.
През Балтакова чука преминава държавната граница между България и Република Македония.